# شان دنیا را نجات می‌دهد
شان دنیا را نجات می‌دهد (به انگلیسی: Sean Saves the World) یک کمدی موقعیت آمریکایی محصول سال ۲۰۱۳ با هنرپیشگی شان هایس است.